# Renzo da Ceri
Renzo da Ceri, cuyo verdadero nombre era Lorenzo dell'Anguillara (1475 o 1476 - enero de 1536) fue un condotiero italiano. Era miembro de la familia Anguillara.
Nacido en Ceri, un pequeño pueblo de Lazio (actualmente forma parte de Cerveteri), era hijo de Giovanni degli Anguillara.
Luchó por la familia Orsini contra los Estados Pontificios y César Borgia. En 1503 fue contratado por España y participó en la batalla del Garellano  de ese año. En 1507 estuvo al servicio de Julio II.
En 1510 luchó por la República de Venecia en las guerras italianas. Derrotó a Silvio Savelli pero a su vez fue vencido por Prospero Colonna, a quien había hostigado durante el sitio de Crema en 1514. En 1523 atacó las comunas de Rubiera y Reggio Emilia. 
Dirigió las tropas de Clemente VII en su guerra feudal contra la familia Colonna y estuvo presente en el Saqueo de Roma (1527).
Renzo da Ceri murió tras caerse de su caballo en 1536.